# Valli di Comacchio
Koordinati:   44°36′04″N, 12°09′51″E
Valli di Comacchio ([vàli di komàkjo]), je laguna v severnem Jadranskem morju, severno od mesta Ravenna. Upravno spada pod italijansko deželo Emilija - Romanja (pokrajini Ferrara in Ravenna). Zavzema preko 110 km². 
Nastanek lagune sega v deseto stoletje, ko se je zaradi subsidence znižalo kopno med rokavi rek Pad in Reno in so se začela ustvarjati obalna močvirja. Zalita površina je tedaj dosegla okoli 730 km². V šestnajstem stoletju je začelo pronicati v notranjost morje in tako se je ustvarilo ogromno slano močvirje. Na suhih točkah so si ribiči in solinarji gradili koče, od katerih nekatere še stojijo. Od osemnajstega stoletja dalje se vrstijo zaporedne bonifikacije lagune, ki so se šele v zadnjih letih popolnoma prekinile. Danes je vse območje zaščiteno in vključeno v Krajinski park Delta del Po. Je eno od največjih mokrišč v Evropi, v katerem najde zatočišče preko 300 vrst ptic. 
Dno lagune ni enakomerno, saj zalito ozemlje sestoji iz štirih večjih dolin in vmesnih vzpetinic. Zaradi tega je vse področje izredno ugodno za ribogojstvo in ribolov. Gojijo se brancini, orade in ciplji, a predvsem jegulje, ki so prava posebnost italijanske kuhinje od Benečije do Kampanije. Veliko je še solin, posebno v severnem delu lagune.